# Münsterpark
Het Münsterpark is een complex van woongebouwen gelegen aan de Rheinbabenstrasse en de Glockenstrasse in de wijk Derendorf van de Duitse stad Düsseldorf. Het gehele complex werd tussen 1971 en 1977 gebouwd in brutalistische stijl naar een ontwerp van Walter Brune. Alle geveldelen zijn uitgevoerd in zichtbeton.

## Beschrijving
Het wooncomplex bestaat uit 500 wooneenheden, die zijn ondergebracht in verschillende gebouwen. Het grootste bouwblok staat aan de Rheinbabenstrasse en is met twaalf verdiepingen het grootste en hoogste gebouw in de wijk Derendorf. De gebouwen hebben duidelijke verticale en horizontale lijnen. De voorzijde van het gebouw wordt gekenmerkt door trapsgewijze terrassen. De constructie wordt gevormd door platen van gewapend beton. Vierkante openingen van 4,5 m die omlijst zijn door gewapend beton structureren de gevel en vormen loggia's met balkonballustrades van zichtbeton. Elke loggia wordt gescheiden door een mezzanine.